# Лугман (Флорида)
Лугман (англ. Loughman) — статистически обособленная местность, расположенная в округе Полк (штат Флорида, США) с населением в 1385 человек по статистическим данным переписи 2000 года.

## География
По данным Бюро переписи населения США статистически обособленная местность Лугман имеет общую площадь в 9,58 квадратных километров, водных ресурсов в черте населённого пункта не имеется.
Статистически обособленная местность Лугман расположена на высоте 31 м над уровнем моря.

## Демография
По данным переписи населения 2000 года в Лугманe проживало 1385 человек, 369 семей, насчитывалось 546 домашних хозяйств и 1088 жилых домов. Средняя плотность населения составляла около 144,57 человек на один квадратный километр. Расовый состав населённого пункта распределился следующим образом: 80,65 % белых, 13,14 % — чёрных или афроамериканцев, 0,07 % — коренных американцев, 0,51 % — азиатов, 1,81 % — представителей смешанных рас, 3,83 % — других народностей. Испаноговорящие составили 10,47 % от всех жителей статистически обособленной местности.
Из 546 домашних хозяйств в 25,6 % воспитывали детей в возрасте до 18 лет, 52,9 % представляли собой совместно проживающие супружеские пары, в 10,4 % семей женщины проживали без мужей, 32,4 % не имели семей. 23,8 % от общего числа семей на момент переписи жили самостоятельно, при этом 6,8 % составили одинокие пожилые люди в возрасте 65 лет и старше. Средний размер домашнего хозяйства составил 2,54 человек, а средний размер семьи — 3,00 человек.
Население статистически обособленной местности по возрастному диапазону по данным переписи 2000 года распределилось следующим образом: 23,7 % — жители младше 18 лет, 7,1 % — между 18 и 24 годами, 29,5 % — от 25 до 44 лет, 23,6 % — от 45 до 64 лет и 16,0 % — в возрасте 65 лет и старше. Средний возраст жителей составил 38 лет. На каждые 100 женщин в Лугманe приходилось 96,2 мужчин, при этом на каждые сто женщин 18 лет и старше приходилось 100,6 мужчин также старше 18 лет.
Средний доход на одно домашнее хозяйство статистически обособленной местности составил 31 445 долларов США, а средний доход на одну семью — 34 063 доллара. При этом мужчины имели средний доход в 20 160 долларов США в год против 15 565 долларов среднегодового дохода у женщин. Доход на душу населения статистически обособленной местности составил 31 445 долларов в год. 14,0 % от всего числа семей в населённом пункте и 18,0 % от всей численности населения находилось на момент переписи населения за чертой бедности, при этом 39,0 % из них были моложе 18 лет и 6,6 % — в возрасте 65 лет и старше.